# گسسته‌سازی

یک راه حل معادله دیفرانسیل گسسته‌سازی شده با مشتقات جزئی با استفاده از روش اجزاء محدود.

در ریاضیات، گسسته‌سازی روند انتقال توابع پیوسته، مدل‌ها، متغیرها و معادلات به جایگزین‌هایی در ریاضیات گسسته است. این فرایند معمولاً به عنوان اولین گام در راستای مناسب سازی آن‌ها برای ارزیابی عددی و پیاده‌سازی بر روی رایانه‌های دیجیتال، می‌باشد. دوگانگی موردی خاص از گسسته‌سازی است که در آن تعداد کلاس‌های گسسته ۲ می‌باشد، که می‌تواند یک متغیر پیوسته را به عنوان یک متغیر باینری تخمین بزند. (با ایجاد یک دوگانگی برای اهداف مدل سازی، مشابه طبقه‌بندی دودویی).
گسسته‌سازی همچنین مربوط به ریاضیات گسسته است و یک جزء مهم از محاسبات گرانول می‌باشد. در این زمینه گسسته‌سازی ممکن است به تغییر متغیر یا دسته دانه بندی، همان قسمتی که چندین متغیر گسسته جمع یا چند دسته گسسته مرتبط می‌شوند، اشاره کند.
هرگاه که داده‌های پیوسته گسسته‌سازی شوند، همیشه مقداری خطای گسسته‌سازی وجود دارد. هدف این است که این میزان به یک سطح، که ناچیز در نظر گرفته می‌شود، برای برای اهداف مدل سازی در دست، کاهش یابد.
عبارات گسسته‌سازی  و کمیت سازی (کوانتیزه کردن) اغلب به همان معنی و مفهوم هستند اما نه همیشه به شکل یکسان معنایی. (به‌طور دقیق دو واژه یک میدان معنایی مشترک دارند) این حالت برای خطای گسسته‌سازی و خطای کمیت سازی هم صدق می‌کند.
روش‌های ریاضی مربوط به گسسته‌سازی شامل روش اویلر-مارویاما و نگهدارنده مرتبه صفر است.

## گسسته‌سازی مدل‌های فضایی حالت خطی
گسسته‌سازی همچنین به تبدیل معادلات دیفرانسیل پیوسته به معادلات تفاضلی گسسته، که برای محاسبات عددی مناسب است، مربوط می‌باشد.
مدل فضای حالت زمان پیوسته زیر:
{\displaystyle {\dot {\mathbf {x} }}(t)=\mathbf {A} \mathbf {x} (t)+\mathbf {B} \mathbf {u} (t)+\mathbf {w} (t)}
{\displaystyle \mathbf {y} (t)=\mathbf {C} \mathbf {x} (t)+\mathbf {D} \mathbf {u} (t)+\mathbf {v} (t)}
که در آن v و w منابع نویز سفید میانگین صفر پیوسته با تراکم قدرت طیفی هستند.
{\displaystyle \mathbf {w} (t)\sim N(0,\mathbf {Q} )}
{\displaystyle \mathbf {v} (t)\sim N(0,\mathbf {R} )}
می‌تواند گسسته‌سازی شود، با فرض اینکه نگهدارنده مرتبه صفر برای ورودی u و ادغام پیوسته نویز v ، به :
{\displaystyle \mathbf {x} [k+1]=\mathbf {A} _{d}\mathbf {x} [k]+\mathbf {B} _{d}\mathbf {u} [k]+\mathbf {w} [k]}
{\displaystyle \mathbf {y} [k]=\mathbf {C} _{d}\mathbf {x} [k]+\mathbf {D} _{d}\mathbf {u} [k]+\mathbf {v} [k]}
با همگرایی:
{\displaystyle \mathbf {w} [k]\sim N(0,\mathbf {Q} _{d})}
{\displaystyle \mathbf {v} [k]\sim N(0,\mathbf {R} _{d})}
که در آن
{\displaystyle \mathbf {A} _{d}=e^{\mathbf {A} T}={\mathcal {L}}^{-1}\{(s\mathbf {I} -\mathbf {A} )^{-1}\}_{t=T}}
{\displaystyle \mathbf {B} _{d}=\left(\int _{\tau =0}^{T}e^{\mathbf {A} \tau }d\tau \right)\mathbf {B} =\mathbf {A} ^{-1}(\mathbf {A} _{d}-I)\mathbf {B} }, if
{\displaystyle \mathbf {A} } مفرد نیست
{\displaystyle \mathbf {C} _{d}=\mathbf {C} }
{\displaystyle \mathbf {D} _{d}=\mathbf {D} }
{\displaystyle \mathbf {Q} _{d}=\int _{\tau =0}^{T}e^{\mathbf {A} \tau }\mathbf {Q} e^{\mathbf {A} ^{\top }\tau }d\tau }
{\displaystyle \mathbf {R} _{d}={\frac {1}{T}}\mathbf {R} }
و {\displaystyle T} نمونه زمان  است، اگرچه {\displaystyle \mathbf {A} ^{\top }} است ماتریس برگردان (ترانهاده) {\displaystyle \mathbf {A} } است.
یک ترفند هوشمندانه برای محاسبه Ad و Bd در یک گام، استفاده از خاصیت زیر است:: p. 215 
{\displaystyle e^{{\begin{bmatrix}\mathbf {A} &\mathbf {B} \\\mathbf {0} &\mathbf {0} \end{bmatrix}}T}={\begin{bmatrix}\mathbf {M_{11}} &\mathbf {M_{12}} \\\mathbf {0} &\mathbf {I} \end{bmatrix}}}
و سپس داریم
{\displaystyle \mathbf {A} _{d}=\mathbf {M} _{11}}
{\displaystyle \mathbf {B} _{d}=\mathbf {M} _{12}}

### گسسته‌سازی از نویز پردازش
ارزیابی عددی {\displaystyle } به دلیل انتگرال نمایی ماتریس دشوارتر است. هرچند می‌توان با ساخت یک ماتریس و محاسبه نمایی آن ، آن را محاسبه کرد.
{\displaystyle \mathbf {F} ={\begin{bmatrix}-\mathbf {A} &\mathbf {Q} \\\mathbf {0} &\mathbf {A} ^{\top }\end{bmatrix}}T}
{\displaystyle \mathbf {G} =e^{\mathbf {F} }={\begin{bmatrix}\dots &\mathbf {A} _{d}^{-1}\mathbf {Q} _{d}\\\mathbf {0} &\mathbf {A} _{d}^{\top }\end{bmatrix}}.}
نویز پردازش گسسته‌سازی شده سپس با ضرب ترانهاده از پارتیشن پایین سمت راست G با پارتیشن فوقانی سمت راست G ارزیابی می‌شود:
{\displaystyle \mathbf {Q} _{d}=(\mathbf {A} _{d}^{\top })^{\top }(\mathbf {A} _{d}^{-1}\mathbf {Q} _{d})=\mathbf {A} _{d}(\mathbf {A} _{d}^{-1}\mathbf {Q} _{d}).}

### اشتقاق
با مدل پیوسته شروع کنیم :
{\displaystyle \mathbf {\dot {x}} (t)=\mathbf {A} \mathbf {x} (t)+\mathbf {B} \mathbf {u} (t)}
ما می‌دانیم که برای ماتریس نمایی داریم:
{\displaystyle {\frac {d}{dt}}e^{\mathbf {A} t}=\mathbf {A} e^{\mathbf {A} t}=e^{\mathbf {A} t}\mathbf {A} }
و با پیشسازی مدل ما بدست می‌آوریم :
{\displaystyle e^{-\mathbf {A} t}\mathbf {\dot {x}} (t)=e^{-\mathbf {A} t}\mathbf {A} \mathbf {x} (t)+e^{-\mathbf {A} t}\mathbf {B} \mathbf {u} (t)}
که ما به عنوان فرمول زیر آن را می‌شناسیم:
{\displaystyle {\frac {d}{dt}}(e^{-\mathbf {A} t}\mathbf {x} (t))=e^{-\mathbf {A} t}\mathbf {B} \mathbf {u} (t)}
و با یکپارچه سازی...
{\displaystyle e^{-\mathbf {A} t}\mathbf {x} (t)-e^{0}\mathbf {x} (0)=\int _{0}^{t}e^{-\mathbf {A} \tau }\mathbf {B} \mathbf {u} (\tau )d\tau }
{\displaystyle \mathbf {x} (t)=e^{\mathbf {A} t}\mathbf {x} (0)+\int _{0}^{t}e^{\mathbf {A} (t-\tau )}\mathbf {B} \mathbf {u} (\tau )d\tau }
بدست می‌آید که یک راه حل تحلیلی برای مدل پیوسته است.
حال ما می‌خواهیم عبارت بالا را گسسته‌سازی کنیم. ما فرض می‌کنیم که u در طول زمان ثابت است.
{\displaystyle \mathbf {x} [k]\ {\stackrel {\mathrm {def} }{=}}\ \mathbf {x} (kT)}
{\displaystyle \mathbf {x} [k]=e^{\mathbf {A} kT}\mathbf {x} (0)+\int _{0}^{kT}e^{\mathbf {A} (kT-\tau )}\mathbf {B} \mathbf {u} (\tau )d\tau }
{\displaystyle \mathbf {x} [k+1]=e^{\mathbf {A} (k+1)T}\mathbf {x} (0)+\int _{0}^{(k+1)T}e^{\mathbf {A} ((k+1)T-\tau )}\mathbf {B} \mathbf {u} (\tau )d\tau }
{\displaystyle \mathbf {x} [k+1]=e^{\mathbf {A} T}\left[e^{\mathbf {A} kT}\mathbf {x} (0)+\int _{0}^{kT}e^{\mathbf {A} (kT-\tau )}\mathbf {B} \mathbf {u} (\tau )d\tau \right]+\int _{kT}^{(k+1)T}e^{\mathbf {A} (kT+T-\tau )}\mathbf {B} \mathbf {u} (\tau )d\tau }
ما می‌دانیم عبارت داخل براکت {\displaystyle } و عبارت دوم را می‌توان  با جایگزین کردن تابع {\displaystyle } ساده کرد. توجه داشته باشید که {\displaystyle }. ما همچنین فرض کنیم که {\displaystyle } در طول انتگرال ثابت است که نتیجه می‌شود:
{\displaystyle {\begin{matrix}\mathbf {x} [k+1]&=&e^{\mathbf {A} T}\mathbf {x} [k]-\left(\int _{v(kT)}^{v((k+1)T)}e^{\mathbf {A} v}dv\right)\mathbf {B} \mathbf {u} [k]\\&=&e^{\mathbf {A} T}\mathbf {x} [k]-\left(\int _{T}^{0}e^{\mathbf {A} v}dv\right)\mathbf {B} \mathbf {u} [k]\\&=&e^{\mathbf {A} T}\mathbf {x} [k]+\left(\int _{0}^{T}e^{\mathbf {A} v}dv\right)\mathbf {B} \mathbf {u} [k]\\&=&e^{\mathbf {A} T}\mathbf {x} [k]+\mathbf {A} ^{-1}\left(e^{\mathbf {A} T}-\mathbf {I} \right)\mathbf {B} \mathbf {u} [k]\end{matrix}}}
که راه حل دقیق را به مسئله گسسته‌سازی است.

### تقریب
گاهی اوقات ممکن است گسسته‌سازی دقیق به دلیل ماتریس نمایی سنگین و عملیات‌های انتگرال درگیر غیرممکن شود. بسیار آسان‌تر است تا یک مدل تقریبی گسسته را بر اساس {\displaystyle e^{\mathbf {A} T}\approx \mathbf {I} +\mathbf {A} T} محاسبه کرد. راه حل تقریبی پس از آن تبدیل می‌شود به:
{\displaystyle \mathbf {x} [k+1]\approx (\mathbf {I} +\mathbf {A} T)\mathbf {x} [k]+T\mathbf {B} \mathbf {u} [k]}
امکان‌های تقریب دیگر شامل {\displaystyle e^{\mathbf {A} T}\approx \left(\mathbf {I} -\mathbf {A} T\right)^{-1}} و {\displaystyle e^{\mathbf {A} T}\approx \left(\mathbf {I} +{\frac {1}{2}}\mathbf {A} T\right)\left(\mathbf {I} -{\frac {1}{2}}\mathbf {A} T\right)^{-1}} می‌شوند. هر یک از آن‌ها خواص پایداری و ثبات مختلفی دارند. آخرین تقریب به عنوان انتقال دو خطی یا تبدیل توستین شناخته می‌شود و ثبات سیستم زمان پیوسته را حفظ می‌کند.

## گسسته‌سازی ویژگی‌های پیوسته
در آمار و یادگیری ماشین، گسسته سازی به روند تبدیل ویژگی‌ها یا متغیرها به ویژگی‌های گسسته‌سازی شده یا جزئی گفته می‌شود. این عمل می‌تواند در توابع احتمال گسترده مفید واقع شود.

## برای مطالعهٔ بیشتر
- Robert Grover Brown & Patrick Y. C. Hwang. Introduction to random signals and applied Kalman filtering (3rd ed.). ISBN 978-0-471-12839-7.
- Chi-Tsong Chen (1984). Linear System Theory and Design. Philadelphia, PA, USA: Saunders College Publishing. ISBN 0-03-071691-8.
- C. Van Loan (Jun 1978). "Computing integrals involving the matrix exponential". IEEE Transactions on Automatic Control. 23 (3): 395–404. doi:10.1109/TAC.1978.1101743.
- R.H. Middleton & G.C. Goodwin (1990). Digital control and estimation: a unified approach. p. 33f. ISBN 0-13-211665-0.